# Puig de Pota de Cavall
El Puig de Pota de Cavall és una muntanya de 287 metres que es troba entre els municipis d'Olivella i de Sant Pere de Ribes, a la comarca del Garraf. La masia del Coll d'Entreforc es troba uns 600 metres al seu sud-oest.